# Le Pique-nique de Lulu Kreutz
Pour plus de détails, voir Fiche technique et Distribution.
Le Pique-nique de Lulu Kreutz est un film français réalisé par Didier Martiny et sorti en 1999.

## Synopsis
Le violoncelliste célèbre Jascha Steg va donner à Evian le dernier concert d'une tournée internationale. Ses parents et son oncle sont venus pour l'entendre et passer quelques heures avec lui. Chacun se réjouit de ces retrouvailles devenues si rares. Autres retrouvailles, celle des parents avec Lulu Kreutz, amie de toujours. Aussi Anna est là, une violoniste de l'orchestre, dont Jascha est  toujours follement  amoureux bien que Anna ait rompu. Anna est accompagnée par Primo, son mari. Le pique-nique en montagne, proposé par Lulu, va réunir toutes ces personnes qui s'aiment mais que le temps sépare.

## Fiche technique
- Titre : Le Pique-nique de Lulu Kreutz
- Réalisation : Didier Martiny
- Scénario : Yasmina Reza
- Photographie : François Catonné
- Costumes : Christian Gasc
- Son : Pierre  Lenoir, Michel  Trouillard,  Gérard  Lamps
- Montage : Joële van Effenterre
- Sociétés de production : France 3 Cinéma - Rhône-Alpes Cinéma
- Sociétés de distribution : Les Films du losange
- Pays de production :  France
- Genre : drame
- Durée : 102 minutes
- Dates de sortie :
  - Chine : octobre 1999 (Festival international du film de Shanghai)
  - France : 19 janvier 2000

## Distribution
- Philippe Noiret : Joseph Steg
- Carole Bouquet : Anna Ghirardi
- Niels Arestrup : Jascha Steg
- Stéphane Audran : Lulu Kreutz
- Michel Aumont : Michel Mazelsky
- Judith Magre : Olga Steg
- Johan Leysen : Primo Ghirardi
- Gabriel Garran : l'admirateur